# ひろしまから始めよう
「ひろしまから始めよう」（ひろしまからはじめよう）は、1996年4月20日にリリースされた、原田真二通算30作目のシングル。

## 概要
- 発売前年、広島が被爆50周年を迎えたのを受け、広島ホームテレビが原爆記念日に「千本の傘プロジェクト」をテーマにした特別番組を企画。
- そのイメージソングとして番組プロデューサーから依頼を受け製作された曲。歌詞は "平和都市、広島の未来を世界にアピールする歌" というテーマで一般から公募され、134篇の中から選ばれた詩に原田が補作を加えた。特番の中では、元安川のたもとから子ども達と一緒に歌った[1]。
- 当時広島で行われたいくつかの平和祈念イベントでも披露した。
- 2006年以降、積極的に展開する一連のピースコンサートでも多く歌われ、ニューヨーク リバーサイドチャーチでは長男の翔音を従えて演奏。
- カップリングは英語バージョン。

## 収録曲
作曲・編曲：原田真二
1. ひろしまから始めよう　（4分32秒）
  - 作詞：筧章男・原田真二
2. HIROSHIMA,THE PLACE TO START　（4分32秒）
  - 作詞：筧章男 ・原田真二／英語詞：Mary Stickels
3. ひろしまから始めよう （カラオケ）
4. HIROSHIMA,THE PLACE TO START （カラオケ）

## 収録作品
2005年 GOLDEN☆BEST 原田真二 1992-1996 SHINE THE LIGHT COLLECTION コロンビア・イヤーズ　